# Sergio Pérez
Sergio Michel "Checo" Pérez Mendoza (Guadalajara, Jalisco, 26 januari 1990) is een Mexicaans autocoureur die van 2011 tot en met 2024 in de Formule 1 reed.
Pérez begon als coureur in karting en trad vervolgens aan in onder meer de Formule BMW, het A1GP seizoen 2006-2007, het Britse Formule 3-kampioenschap en de GP2 Series. Op 4 oktober 2010 werd bekendgemaakt dat Pérez in 2011 in het Sauber F1 Team aantrad. Ook in 2012 reed hij bij Sauber. In 2013 stapte hij over naar het team McLaren, waar hij na een jaar alweer moest vertrekken ten faveure van Kevin Magnussen. Hierna stapte hij over naar Force India wat later Racing Point werd. In 2021 maakte hij de overstap naar Red Bull.
Hij behaalde in 2020 zijn eerste Grand Prix-overwinning in Sakhir, waarbij hij het record brak van meeste race starts (190) voor een eerste overwinning.

## Formule 1

### 2011
Pérez maakte in Australië op Albert Park zijn Formule 1-debuut voor Sauber. Hierin wist hij meteen een zevende plaats te behalen, vlak voor zijn teamgenoot Kamui Kobayashi. Zij werden echter na de finish gediskwalificeerd omdat hun achtervleugels illegaal waren.
In zijn zesde Formule 1-race op het Circuit de Monaco in Monaco crashte Pérez zwaar in het derde deel van de kwalificatie. Bij het uitkomen van de tunnel verloor hij de controle over zijn wagen, knalde in de vangrail om door te glijden tot in de bandenstapel. Een woordvoerder van Sauber heeft gezegd dat Pérez na de klap bij bewustzijn was en klaagde over pijn in zijn benen. Uiteindelijk bleek Pérez een hersenschudding en een gekneusde dij te hebben opgelopen, waardoor de doktoren hem hebben verboden om te starten in de race. Voor de daaropvolgende GP in Canada werd Pérez fit verklaard door de doktoren om weer te gaan racen, maar na de eerste vrije training op vrijdag vond hij zelf dat hij nog niet honderd procent fit was. Hierop werd hij vervangen door McLaren-testrijder Pedro de la Rosa, die van zijn team toestemming had gekregen om Pérez te vervangen.

### 2012

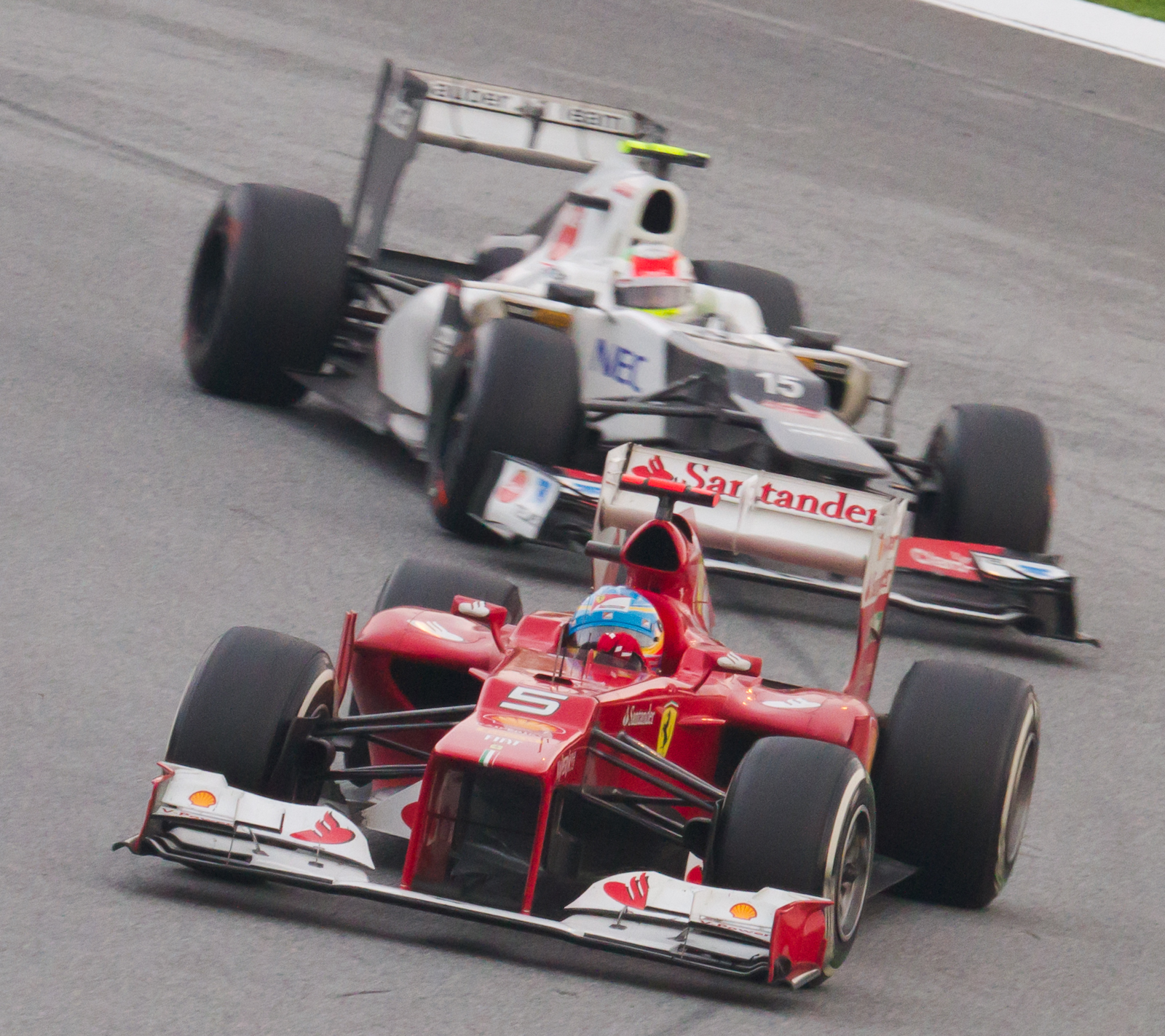
Pérez in strijd met Alonso in 2012.

Pérez begon in 2012 aan zijn tweede Formule 1-seizoen in Australië. Hij werd hier achtste, nadat hij in de laatste ronde enkele plaatsen verloor doordat zijn banden versleten waren. In Maleisië behaalde hij op het Sepang International Circuit met een tweede plaats achter Fernando Alonso zijn eerste podiumplaats in de Formule 1. Hij kwam tot 0,4 seconde achter Alonso, door een fout viel hij echter terug en moest hij zich tevreden stellen met de tweede plaats. Pedro Rodríguez was tijdens de Grand Prix van Nederland 1971 de laatste Mexicaan die in de Formule 1 op het podium stond. In Canada stond hij op het Circuit Gilles Villeneuve weer op het podium, deze keer als derde achter Lewis Hamilton en Romain Grosjean. Ook in Italië behaalde hij een podiumplaats, hij werd tweede achter Lewis Hamilton en voor Fernando Alonso.

### 2013

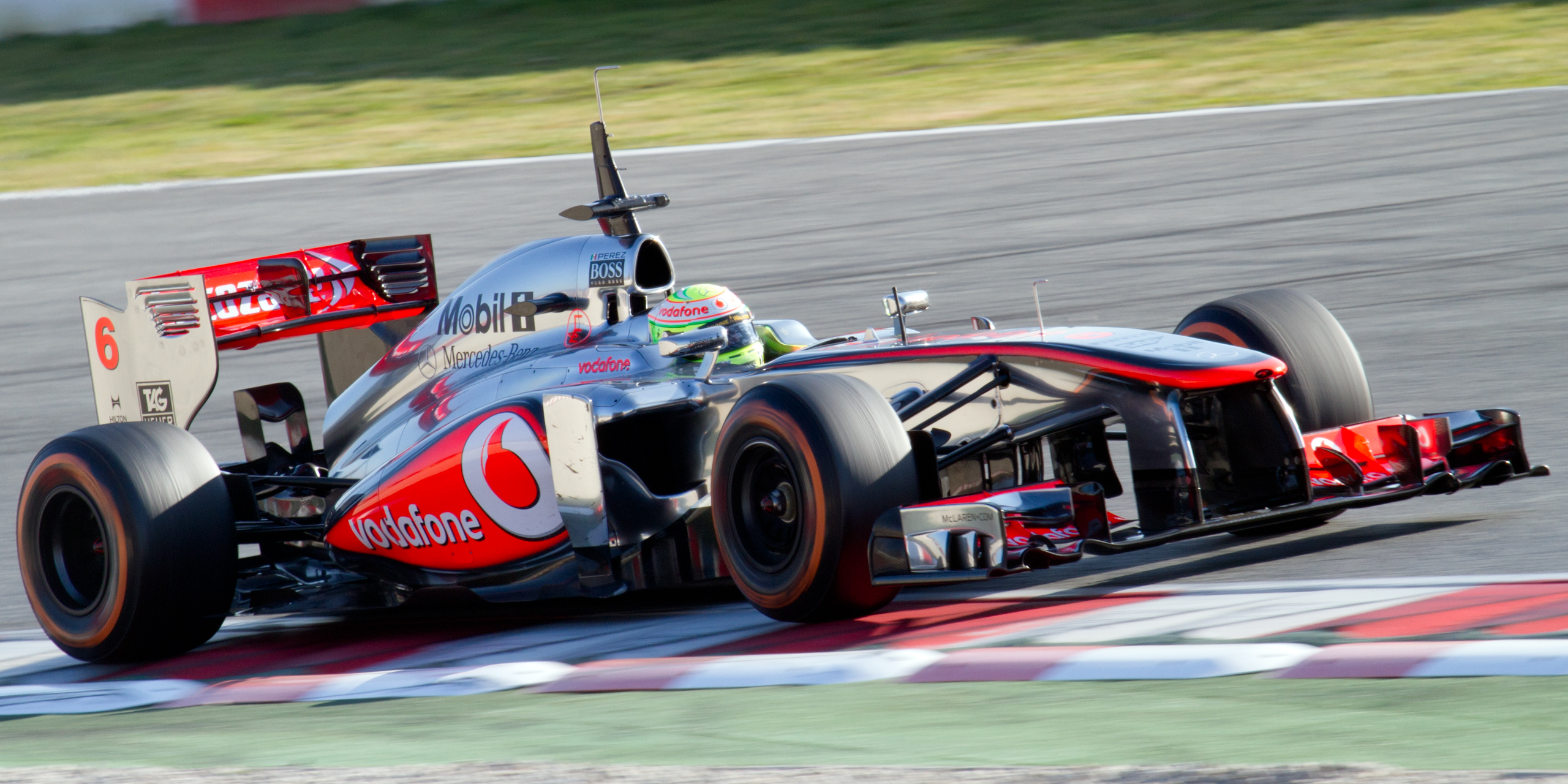
Pérez tijdens een test in Barcelona in 2013.

Op 28 september 2012 werd bekend dat Pérez in 2013 als vervanger van Lewis Hamilton aan de slag gaat bij McLaren als teamgenoot van Jenson Button. Pérez heeft een contract getekend voor meerdere jaren. De auto was echter niet goed genoeg om mee te strijden om de podiumplaatsen. Het beste resultaat van Pérez was een vijfde plaats in de Grand Prix van India. Op 13 november 2013 maakte Pérez in een statement bekend dat hij in 2014 niet langer voor McLaren rijdt. Een dag later werd bekend dat debutant Kevin Magnussen hem vervangt bij het team.

### 2014
Op 12 december 2013 werd bekend dat Pérez in 2014 instapt bij Force India naast Nico Hülkenberg. In de derde Grand Prix in Bahrein op het Bahrain International Circuit werd hij derde in de race achter de Mercedessen van Lewis Hamilton en Nico Rosberg. Voor het eerst sinds de Grand Prix van Italië 2012 behaalde hij hiermee een podiumplaats, wat tevens het eerste podium voor Force India was sinds de Grand Prix van België 2009.

### 2015
In het seizoen 2015 bleef Pérez samen met Hülkenberg bij Force India racen. In dit seizoen had hij met 78 punten de negende positie in het klassement behaald. In de Grand Prix van Rusland 2015 wist hij zijn enige podiumplek dat seizoen te bemachtigen.

### 2020
In 2020 was Pérez de eerste coureur die door corona een grand prix miste. Ook met de Grand Prix Formule 1 van het 70-jarige Jubileum, die een week later werd gehouden, kon Pérez niet meedoen. Beide keren werd Pérez vervangen door Nico Hülkenberg.
In de voorlaatste race die hij voor het team zou rijden, wist hij de chaotische Grand Prix van Sakhir naar zich toe te trekken. Met het winnen van deze 190e race uit zijn carrière verhoogde hij het record van meeste starts voor de eerste overwinning met 60, nadat Mark Webber in 2009 na 130 starts de Grand Prix van Duitsland had gewonnen.

### 2021
In 2021 reed Pérez samen met Max Verstappen bij Red Bull Racing. Bij dat team verving hij Alexander Albon. In de Grand Prix van Azerbeidzjan wist hij de race te winnen, nadat zijn teamgenoot Verstappen vijf ronden voor het einde een klapband had gekregen. Pérez, die op dat moment tweede lag, kreeg de leiding in handen, die hij ook niet meer zou afstaan. Hoewel de rest van zijn seizoen allesbehalve vlekkeloos verliep (en waarin hij vaak achter zijn teamgenoot en de concurrenten van Mercedes eindigde), voerde hij zijn rol als wingman perfect uit tijdens de laatste race in Abu Dhabi, waar hij Lewis Hamilton dusdanig wist te dwarsbomen dat Verstappen van een grote achterstand kon terugkomen. Pérez zelf viel echter uit in de slotfase van de race en eindigde het seizoen als vierde in het klassement.

### 2022
In 2022 rijdt Pérez wederom samen met Verstappen bij Red Bull Racing. In zijn 215de race mocht Pérez tijdens de GP van Saoedi-Arabië voor het eerst van poleposition vertrekken. Hij eindigde echter in de race op de vierde plek. In de race van Melbourne behaalde hij zijn eerste podiumplaats van het seizoen. Tijdens de GP van Monaco won Pérez zijn eerste GP van het seizoen na een race die uiteindelijk door vele incidenten werd uitgereden op tijd in plaats van ronden. Hij behaalde dit seizoen 305 punten, het beste resultaat dat hij binnen Formule 1 heeft geboekt tot nu toe.

### 2024
Op 4 juni 2024 werd bekendgemaakt dat Pérez z'n contract bij Red Bull Racing tot en met 2026 werd verlengd.
Op 18 december 2024 werd bekendgemaakt dat Pérez weg gaat bij Red Bull Racing. 

## Carrière-overzicht

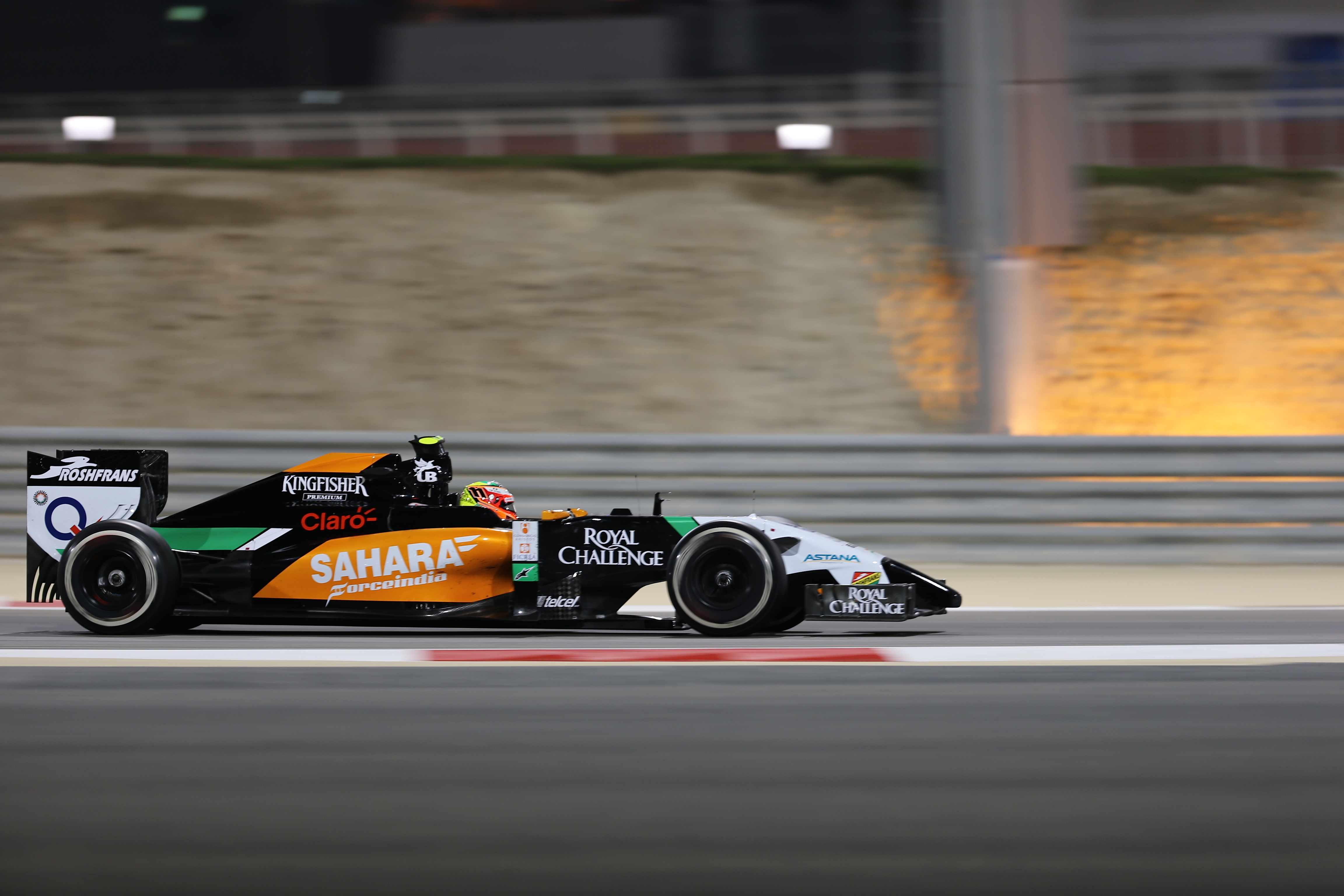
Pérez in Bahrein in 2014.

- 2004: Skip Barber Formula Dodge Series, team Telmex Racing.
- 2005: Formule BMW ADAC, team Team Rosberg.
- 2006: Formule BMW ADAC, team ADAC Berlin-Brandenburg.
- 2006-2007: A1GP, team A1 Team Mexico (2 races).
- 2007: Nationale klasse Britse Formule 3-kampioenschap, team T-Sport (14 overwinningen, kampioen).
- 2008: Britse Formule 3-kampioenschap, team T-Sport (4 overwinningen).
- 2008-2009: GP2 Asia Series, team Campos Grand Prix (2 overwinningen).
- 2009: GP2 Series, team Arden International.
- 2010: GP2 Series, Team Addax.

### Totale GP2-resultaten
| Kleur  | Resultaat                              |
| ------ | -------------------------------------- |
| Goud   | Winnaar                                |
| Zilver | Tweede plaats                          |
| Brons  | Derde plaats                           |
| Groen  | Gefinisht (punten behaald)             |
| Blauw  | Gefinisht (geen punten behaald)        |
| Blauw  | Niet geklasseerd (NC)                  |
| Paars  | Uitgevallen (DNF)                      |
| Rood   | Niet gekwalificeerd (DNQ)              |
| Zwart  | Gediskwalificeerd (DSQ)                |
| Wit    | Niet gestart (DNS)                     |
| Blanco | Gewond (INJ)                           |
| Blanco | Uitgesloten (EX)                       |
| Blanco | Teruggetrokken (WD) / Niet deelgenomen |
| P      | Poleposition                           |
| S      | Snelste ronde                          |

| Jaar | Inschrijving        | 1          | 2           | 3          | 4         | 5           | 6          | 7           | 8          | 9         | 10         | 11          | 12         | 13        | 14          | 15          | 16         | 17          | 18          | 19          | 20          | Pos. | Punten |
| ---- | ------------------- | ---------- | ----------- | ---------- | --------- | ----------- | ---------- | ----------- | ---------- | --------- | ---------- | ----------- | ---------- | --------- | ----------- | ----------- | ---------- | ----------- | ----------- | ----------- | ----------- | ---- | ------ |
| 2009 | Arden International | ESP FEA 14 | ESP SPR 17  | MON FEA 12 | MON SPR 9 | TUR FEA DNF | TUR SPR 16 | GBR FEA 4   | GBR SPR 6  | DUI FEA 8 | DUI SPR 20 | HON FEA DNF | HON SPR 16 | VAL FEA 3 | VAL SPR 2   | BEL FEA DNF | BEL FEA 4S | ITA FEA DNF | ITA SPR DNF | POR FEA DNF | POR SPR 11  | 12   | 22     |
| 2010 | Barwa Addax Team    | ESP FEA 4  | ESP SPR DNF | MON FEA 1S | MON SPR 6 | TUR FEA DSQ | TUR SPR 7  | VAL FEA 11P | VAL SPR 16 | GBR FEA 5 | GBR SPR 1S | DUI FEA 2   | DUI SPR 1S | HON FEA 3 | HON SPR DNF | BEL FEA 7   | BEL SPR 1S | ITA FEA DNF | ITA SPR 13  | VAE FEA 1S  | VAE SPR DNF | 2    | 71     |

## Formule 1-carrière

### Teams
| Jaar/Jaren  | Team            |
| ----------- | --------------- |
| 2011 - 2012 | Sauber          |
| 2013        | McLaren         |
| 2014 - 2018 | Force India     |
| 2018 - 2020 | Racing Point    |
| 2021 - 2024 | Red Bull Racing |

### Statistiek
|                           | 2011 | 2012 | 2013 | 2014 | 2015 | 2016 | 2017 | 2018 | 2019 | 2020 | 2021 | 2022 | 2023 | 2024 | Totaal           |
| ------------------------- | ---- | ---- | ---- | ---- | ---- | ---- | ---- | ---- | ---- | ---- | ---- | ---- | ---- | ---- | ---------------- |
| Aantal ingeschreven races | 19   | 20   | 19   | 19   | 19   | 21   | 20   | 21   | 21   | 17   | 22   | 22   | 22   | 24   | 285 (281 starts) |
| Aantal zeges              | 0    | 0    | 0    | 0    | 0    | 0    | 0    | 0    | 0    | 1    | 1    | 2    | 2    | 0    | 6                |
| Aantal pole-positions     | 0    | 0    | 0    | 0    | 0    | 0    | 0    | 0    | 0    | 0    | 0    | 1    | 2    | 0    | 3                |
| Aantal snelste rondes     | 0    | 1    | 1    | 1    | 0    | 0    | 1    | 0    | 0    | 0    | 2    | 3    | 2    | 1    | 12               |
| Aantal podiumplaatsen     | 0    | 3    | 0    | 1    | 1    | 2    | 0    | 1    | 0    | 2    | 5    | 11   | 9    | 4    | 39               |
| Aantal WK-punten          | 14   | 66   | 49   | 59   | 78   | 101  | 100  | 62   | 52   | 125  | 190  | 305  | 285  | 152  | 1638             |
| Eindstand WK              | 16   | 10   | 11   | 10   | 9    | 7    | 7    | 8    | 10   | 4    | 4    | 3    | 2    | 8    |                  |

### Formule 1-resultaten
| Kleur  | Resultaat                       |
| ------ | ------------------------------- |
| Goud   | Winnaar                         |
| Zilver | Tweede plaats                   |
| Brons  | Derde plaats                    |
| Groen  | Gefinisht (punten behaald)      |
| Blauw  | Gefinisht (geen punten behaald) |
| Blauw  | Niet geklasseerd (NC)           |
| Paars  | Uitgevallen (DNF)               |
| Rood   | Niet gekwalificeerd (DNQ)       |

| Kleur   | Resultaat                              |
| ------- | -------------------------------------- |
| Zwart   | Gediskwalificeerd (DSQ)                |
| Wit     | Niet gestart (DNS)                     |
| Blanco  | Gewond (INJ)                           |
| Blanco  | Uitgesloten (EX)                       |
| Blanco  | Teruggetrokken (WD) / Niet deelgenomen |
| 1, 2, 3 | Sprint positie (punten behaald)        |
| P       | Poleposition                           |
| S       | Snelste ronde                          |

#### 2011 – 2019
| Jaar | Inschrijving                     | Chassis            | Motor                         | 1       | 2       | 3      | 4      | 5       | 6       | 7       | 8       | 9       | 10      | 11      | 12      | 13      | 14     | 15      | 16     | 17      | 18     | 19      | 20      | 21    | Pos. | Punten |
| ---- | -------------------------------- | ------------------ | ----------------------------- | ------- | ------- | ------ | ------ | ------- | ------- | ------- | ------- | ------- | ------- | ------- | ------- | ------- | ------ | ------- | ------ | ------- | ------ | ------- | ------- | ----- | ---- | ------ |
| 2011 | Sauber F1 Team                   | Sauber C30         | Ferrari 056 2.4 V8            | AUS DSQ | MAL DNF | CHN 17 | TUR 14 | SPA 9   | MON DNS | CAN PO  | EUR 11  | GBR 7   | DUI 11  | HON 15  | BEL DNF | ITA DNF | SIN 10 | JPN 8   | KOR 16 | IND 10  | ABU 11 | BRA 13  |         |       | 16   | 14     |
| 2012 | Sauber F1 Team                   | Sauber C31         | Ferrari 056 2.4 V8            | AUS 8   | MAL 2   | CHN 11 | BHR 11 | SPA DNF | MON 11S | CAN 3   | EUR 9   | GBR DNF | DUI 6   | HON 14  | BEL DNF | ITA 2   | SIN 10 | JPN DNF | KOR 11 | IND DNF | ABU 15 | VST 11  | BRA DNF |       | 10   | 66     |
| 2013 | Vodafone McLaren Mercedes        | McLaren MP4-28     | Mercedes FO 108Z 2.4 V8       | AUS 11  | MAL 9S  | CHN 11 | BHR 6  | SPA 9   | MON 16  | CAN 11  | GBR 20† | DUI 8   | HON 9   | BEL 11  | ITA 12  | SIN 8   | KOR 10 | JPN 15  | IND 5  | ABU 9   | VST 7  | BRA 6   |         |       | 11   | 49     |
| 2014 | Sahara Force India F1 Team       | Force India VJM07  | Mercedes PU106A Hybrid 1.6 V6 | AUS 10  | MAL DNS | BHR 3  | CHN 9  | SPA 9   | MON DNF | CAN 11† | OOS 6S  | GBR 11  | DUI 10  | HON DNF | BEL 8   | ITA 7   | SIN 7  | JPN 10  | RUS 10 | VST DNF | BRA 15 | ABU 7   |         |       | 10   | 59     |
| 2015 | Sahara Force India F1 Team       | Force India VJM08  | Mercedes PU106B Hybrid V6     | AUS 10  | MAL 13  | CHN 11 | BHR 8  | SPA 13  | MON 7   | CAN 11  | OOS 9   |         |         |         |         |         |        |         |        |         |        |         |         |       | 9    | 78     |
| 2015 | Sahara Force India F1 Team       | Force India VJM08B | Mercedes PU106B Hybrid V6     |         |         |        |        |         |         |         |         | GBR 9   | HON DNF | BEL 5   | ITA 6   | SIN 7   | JPN 12 | RUS 3   | VST 5  | MEX 8   | BRA 12 | ABU 5   |         |       | 9    | 78     |
| 2016 | Sahara Force India F1 Team       | Force India VJM09  | Mercedes PU106C Hybrid V6     | AUS 13  | BHR 16  | CHN 11 | RUS 9  | SPA 7   | MON 3   | CAN 10  | EUR 3   | OOS 17† | GBR 6   | HON 11  | DUI 10  | BEL 5   | ITA 8  | SIN 8   | MAL 6  | JPN 7   | VST 8  | MEX 10  | BRA 4   | ABU 8 | 7    | 101    |
| 2017 | Sahara Force India F1 Team       | Force India VJM10  | Mercedes M08 EQ Power+ V6     | AUS 7   | CHN 9   | BHR 7  | RUS 6  | SPA 4   | MON 13S | CAN 5   | AZE DNF | OOS 7   | GBR 9   | HON 8   | BEL 17† | ITA 9   | SIN 5  | MAL 6   | JPN 7  | VST 8   | MEX 7  | BRA 9   | ABU 7   |       | 7    | 100    |
| 2018 | Sahara Force India F1 Team       | Force India VJM11  | Mercedes M09 EQ Power+ V6     | AUS 11  | BHR 16  | CHN 12 | AZE 3  | SPA 9   | MON 12  | CAN 14  | FRA DNF | OOS 7   | GBR 10  | DUI 7   | HON 14  |         |        |         |        |         |        |         |         |       | 8    | 62     |
| 2018 | Racing Point Force India F1 Team | Force India VJM11  | Mercedes M09 EQ Power+ V6     |         |         |        |        |         |         |         |         |         |         |         |         | BEL 5   | ITA 7  | SIN 16  | RUS 10 | JPN 7   | VST 8  | MEX DNF | BRA 10  | ABU 8 | 8    | 62     |
| 2019 | Racing Point F1 Team             | Racing Point RP19  | BWT-Mercedes V6               | AUS 13  | BHR 10  | CHN 8  | AZE 6  | SPA 15  | MON 12  | CAN 12  | FRA 12  | OOS 11  | GBR 17  | DUI DNF | HON 11  | BEL 6   | ITA 7  | SIN DNF | RUS 7  | JPN 8   | MEX 7  | VST 10  | BRA 9   | ABU 7 | 10   | 52     |
| Jaar | Inschrijving                     | Chassis            | Motor                         | 1       | 2       | 3      | 4      | 5       | 6       | 7       | 8       | 9       | 10      | 11      | 12      | 13      | 14     | 15      | 16     | 17      | 18     | 19      | 20      | 21    | Pos. | Punten |

#### 2020 – heden
| Jaar | Inschrijving             | Chassis           | Motor             | 1       | 2      | 3      | 4      | 5      | 6      | 7      | 8       | 9       | 10      | 11       | 12     | 13    | 14     | 15      | 16      | 17      | 18     | 19      | 20     | 21      | 22      | 23      | 24      | Pos.   | Punten |
| ---- | ------------------------ | ----------------- | ----------------- | ------- | ------ | ------ | ------ | ------ | ------ | ------ | ------- | ------- | ------- | -------- | ------ | ----- | ------ | ------- | ------- | ------- | ------ | ------- | ------ | ------- | ------- | ------- | ------- | ------ | ------ |
| 2020 | BWT Racing Point F1 Team | Racing Point RP20 | BWT-Mercedes V6   | OOS 6   | STI 6  | HON 7  | GBR WD | 70J    | SPA 5  | BEL 10 | ITA 10  | TOS 5   | RUS 4   | EIF 4    | POR 7  | EMI 6 | TUR 2  | BHR DNF | SAK 1   | ABU DNF |        |         |        |         |         |         |         | 4      | 125    |
| 2021 | Red Bull Racing Honda    | Red Bull RB16B    | Honda RA621H V6   | BHR 5   | EMI 11 | POR 4  | SPA 5  | MON 4  | AZE 1  | FRA 3  | STI 4   | OOS 6   | GBR 16S | HON DNF  | BEL 19 | NED 8 | ITA 5  | RUS 9   | TUR 3   | VST 3   | MXS 3  | SAP 4S  | QAT 4  | SAR DNF | ABU 15† |         |         | 4      | 190    |
| 2022 | Oracle Red Bull Racing   | Red Bull RB18     | Red Bull RBPTH001 | BHR 18† | SAR 4P | AUS 2  | EMI 32 | MIA 4  | SPA 2S | MON 1  | AZE 2S  | CAN DNF | GBR 2   | OOS 5DNF | FRA 4  | HON 5 | BEL 2  | NED 5   | ITA 6S  | SIN 1   | JPN 2  | VST 4   | MXS 3  | SAP 5 7 | ABU 3   |         |         | Brons  | 305    |
| 2023 | Oracle Red Bull Racing   | Red Bull RB19     | Honda RBPTH001    | BHR 2   | SAR 1P | AUS 5S | AZE 1  | MIA 2P | MON 16 | SPA 4  | CAN 6S  | OOS 23  | GBR 6   | HON 3    | BEL 2  | NED 4 | ITA 2  | SIN 8   | JPN DNF | QAT 10  | VST 54 | MXS DNF | SAP 4  | LSV 3   | ABU 4   |         |         | Zilver | 285    |
| 2024 | Oracle Red Bull Racing   | Red Bull RB20     | Honda RBPTH002    | BHR 2   | SAR 2  | AUS 5  | JPN 2  | CHN 3  | MIA 34 | EMI 8  | MON DNF | CAN DNF | SPA 8   | OOS 87   | GBR 17 | HON 7 | BEL 7S | NED 6   | ITA 8   | AZE 17† | SIN 10 | VST 7   | MXS 17 | SAP 811 | LSV 10  | QAT DNF | ABU DNF | 8      | 152    |
| Jaar | Inschrijving             | Chassis           | Motor             | 1       | 2      | 3      | 4      | 5      | 6      | 7      | 8       | 9       | 10      | 11       | 12     | 13    | 14     | 15      | 16      | 17      | 18     | 19      | 20     | 21      | 22      | 23      | 24      | Pos.   | Punten |

- † Uitgevallen maar wel geklasseerd omdat er meer dan 90% van de race-afstand werd afgelegd.

### Overwinningen
| Nr. | Grand Prix                        | Constructeur               |
| --- | --------------------------------- | -------------------------- |
| 1   | Grand Prix van Sakhir 2020        | Racing Point-BWT Mercedes  |
| 2   | Grand Prix van Azerbeidzjan 2021  | Red Bull Racing-Honda      |
| 3   | Grand Prix van Monaco 2022        | Red Bull Racing-RBPT       |
| 4   | Grand Prix van Singapore 2022     | Red Bull Racing-RBPT       |
| 5   | Grand Prix van Saoedi-Arabië 2023 | Red Bull Racing-Honda RBPT |
| 6   | Grand Prix van Azerbeidzjan 2023  | Red Bull Racing-Honda RBPT |

### Sprintoverwinning
| Nr. | Grand Prix                       | Constructeur               |
| --- | -------------------------------- | -------------------------- |
| 1   | Grand Prix van Azerbeidzjan 2023 | Red Bull Racing-Honda RBPT |